# Attentat
Ein Attentat ist eine Gewalttat, die auf die Tötung oder Verletzung einer Person oder einer Gruppe abzielt. In den meisten Fällen ist das Attentat terroristisch motiviert, in manchen Fällen stehen auch wirtschaftliche Interessen oder eine psychische Störung mit Realitätsverlust hinter einem solchen Anschlag. Oft ist das Attentat verbunden mit öffentlichkeitswirksamen Begleitumständen (öffentlicher Tatort, herausragende Persönlichkeit, Geständnis), die dem Anliegen des Attentäters Nachdruck und öffentliche Bekanntheit verleihen sollen. Bis auf wenige Ausnahmen, die wie der Tyrannenmord ethisch und juristisch gerechtfertigt sein können, gelten Attentate mit Todesfolge als Mord und deren Durchführung als Mordanschlag.
Insbesondere politisch motivierte Attentate auf prominente Opfer können weitreichende Folgen haben. Die Ermordung Julius Cäsars hatte einen Bürgerkrieg zur Folge, das Attentat von Sarajevo löste den Ersten Weltkrieg aus. Das tödliche Attentat auf den israelischen Premierminister Jitzchak Rabin brachte 1995 den Nahost-Friedensprozess zum Erliegen. Attentate können darüber hinaus traumatisierend auf Gesellschaften wirken, etwa die Morde an Abraham Lincoln, John F. Kennedy, Robert F. Kennedy und Martin Luther King in den USA sowie an Gandhi in Indien und Olof Palme in Schweden. Auch Attentate, die ihr Ziel nicht erreichen wie das Attentat vom 20. Juli 1944 auf Adolf Hitler samt versuchtem Staatsstreich können bedeutende Folgen haben.

## Begriff

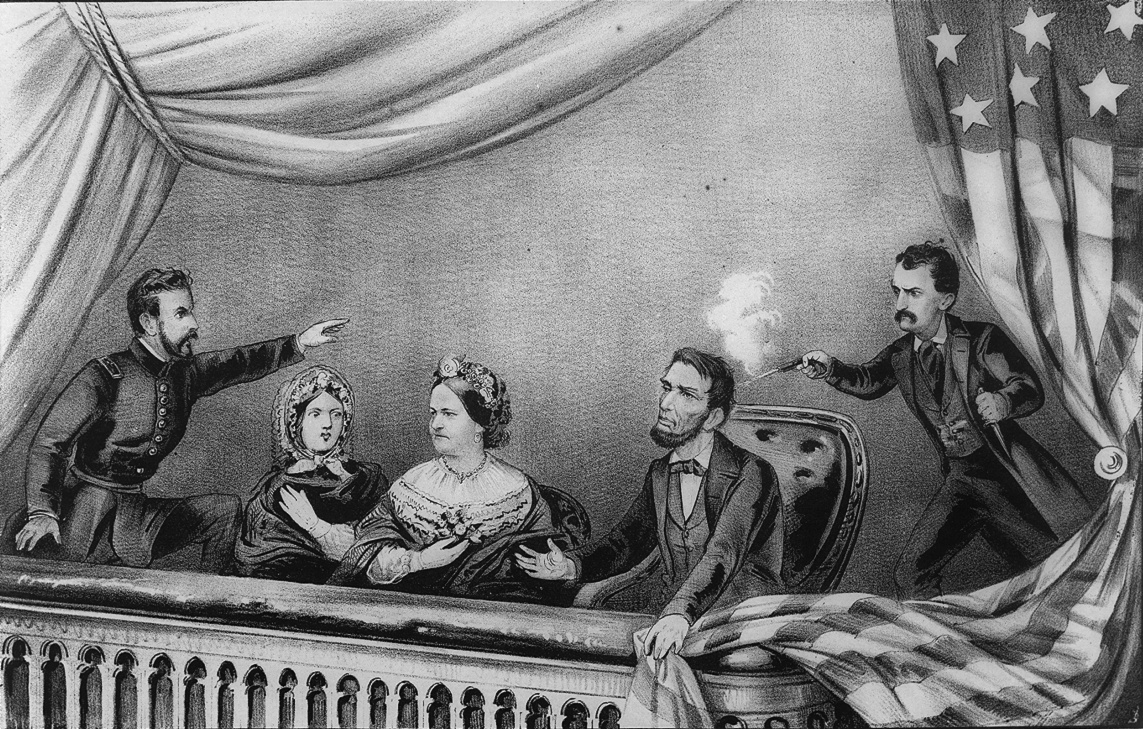
Attentat auf Abraham Lincoln im Ford Theater Washington, 1865

Die ursprüngliche Bedeutung von Attentat, im Deutschen seit dem 16. Jahrhundert bezeugt, war „versuchtes Verbrechen“ (von lat. attentatum „das Versuchte“). Im 19. Jahrhundert wurde der Begriff unter dem Einfluss von frz. attentat „Anschlag“ inhaltlich eingeengt. Attentäter für die Person, die das Attentat ausübt, ist eine nach dem Anschlag auf König Friedrich Wilhelm IV. von Preußen 1844 in einem Drehorgellied als Reimwort zu Hochverräter gebildete Ableitung mit scherzhafter Anlehnung an Täter, die seit dem zweiten Attentat auf Kaiser Wilhelm I. 1878 allgemein üblich geworden ist.
Ziel des Attentats ist meist, eine hochrangige Person oder mehrere Menschen zu töten oder zu verletzen. Neben konventionellen Waffen gebrauchen Attentäter eine Reihe alternativer Angriffsmittel (etwa Gift, Briefbomben, Autobomben). Die Aktion erfolgt durch einen Einzelnen oder eine kleine Gruppe und wendet sich meist demonstrativ gegen eine einflussreiche Macht. Attentate können auch Werkzeuge des Terrorismus sein.
Der Urheber oder Planer der Tat und der ausführende Attentäter müssen nicht notwendigerweise dieselbe Person sein. So sind politisch motivierte Attentate bekannt, die durch Auftragsmörder bzw. Geheimdienstmitarbeiter verübt wurden, etwa die Morde durch Mitglieder des jugoslawischen Geheimdienstes UDBA von Regimegegnern oder das tödliche Attentat des bulgarischen Geheimdienstes auf einen Dissidenten 1978 in London (siehe Regenschirmattentat). Bekannt sind unter anderem auch einige gescheiterte Attentate des amerikanischen Auslandsgeheimdiensts CIA auf den kubanischen Staatschef Fidel Castro (siehe Operation Mongoose).
Begeht eine Tätergruppe ein Attentat, so wird von einem Gruppenattentat gesprochen, ansonsten liegt ein Einzelattentat vor. Der Kriminologe Hans Langemann entwickelte die weitere Unterscheidung zwischen einem Finalattentat, mit dem ein Anschlag sein Ende findet, und dem Initialattentat, mit dem eine Folge weiterer Ereignisse begonnen werden oder das sie auslösen soll, zum Beispiel einen Staatsstreich oder eine Revolution.
Mit derselben Bedeutung wie Attentat wird auch das Wort Anschlag gebraucht, das aber einen größeren Bedeutungsumfang hat. Es kann auch eine Beschädigung oder Zerstörung von Objekten und Abläufen bezeichnen (etwa Sabotageakte) oder auch die Beschädigung von Werten (z. B. „ein Anschlag auf die Pressefreiheit“). Ein Attentat richtet sich dagegen immer gegen Menschen und hat meist die Tötung zum Ziel. Allerdings bilden die sogenannten Säureattentate eine Ausnahme: Bei einem typischen Säureattentat ist nicht die Tötung des Opfers, sondern eine Körperverletzung das Ziel. Außerdem spricht man auch bei der mutwilligen Zerstörung von Gemälden oder anderen Kunstwerken durch Säuren von einem „Säureattentat“, obwohl es sich dabei um eine Sachbeschädigung handelt.

## Abgrenzung
Es ist zwischen der Hinrichtung von politischen Gegnern und Attentaten zu unterscheiden: Die Hinrichtung von politischen Gegnern kann als politischer Mord angesehen werden. Wenn sie aber durch staatliche Organe veranlasst wird (Anordnung der Todesstrafe), verleiht dies dem Vorgang zumindest eine vordergründige oder Scheinlegalität. Ein Attentat wird dagegen grundsätzlich als illegale Tat angesehen.
Einzige Ausnahme bildet hier das Widerstandsrecht, das in einzelnen Verfassungen den Bürgern im Kampf gegen diktatorische Herrschaft das Recht auf auch gewalttätigen Widerstand einräumt. Das im Grundgesetz verankerte Widerstandsrecht (Art. 20 Abs. 4 GG) schließt den Tyrannenmord als letztes Widerstandsmittel gegen einen Diktator nicht aus. In diesem Fall fiele die Tötung einer politischen Führungspersönlichkeit nicht unter den Straftatbestand des Mordes, sondern wäre gesetzlich legalisiert.

## Zielpersönlichkeiten
Das Ziel eines Anschlages ist bei einem Attentat ein Entscheidungsträger oder ein Repräsentant, meist eine Persönlichkeit von hohem politischen, religiösen oder gesellschaftlichen Rang, nicht eine Privatperson. Der Kreis der prominenten öffentlichen Persönlichkeiten umfasst zum Beispiel Staatsoberhäupter, Regierungsmitglieder, Richter, hochrangige Militärs, aber auch Journalisten oder Wirtschaftsführer, wenn sie eine besondere Rolle in der Politik spielen. Auch örtliche Beamte wie Oberbürgermeister oder Polizeichefs zählen zu den prominenten Personen. Darüber hinaus zählen Führer politischer Parteien, großer Gewerkschaften, sozialer und religiöser Organisationen, Führer von Minderheiten, Schriftsteller und andere prominente Mitglieder wichtiger sozialer Institutionen zu den öffentlichen und somit gefährdeten Personen.

## Bekannte Attentate (Auswahl)
- Attentat auf den Schriftsteller und russischen Generalkonsul August von Kotzebue am 23. März 1819 durch Karl Ludwig Sand.
- Attentat auf Abraham Lincoln: Der 16. Präsident der Vereinigten Staaten von Amerika wurde am 14. April 1865 von einem Südstaaten-Sympathisanten während eines Theaterbesuchs erschossen.
- Attentat von Sarajevo: Am 28. Juni 1914 wurden der Thronfolger Österreich-Ungarns, Erzherzog Franz Ferdinand und seine Gemahlin Sophie Chotek, Herzogin von Hohenberg, von einem serbischen Nationalisten erschossen. Das Attentat gilt als Auslöser für den Ersten Weltkrieg.
- Huanggutun-Zwischenfall: Am 4. Juni 1928 wurde Zhang Zuolin, zu dieser Zeit einer der mächtigsten Politiker der Republik China, durch eine von Daisaku Komoto, Oberst der japanischen Kwantung-Armee, die damit in die chinesischen Machtkämpfe eingreifen wollte, an einer Eisenbahnstrecke platzierten Bombe getötet. Das Attentat gilt als mitentscheidend für die darauf folgende Beendigung der Warlord-Ära und Wiedervereinigung Chinas. Aus taktischen Gründen wurde die Nachricht vom Tod Zhangs später veröffentlicht, sodass alternativ die Daten 21. oder 28. Juni 1928 zu finden sind.
- Georg Elser unternahm 1939 als Einzelgänger in München ein Attentat auf Adolf Hitler, das fehlschlug, weil dieser den Ort zu früh verlassen hatte.
- Attentat vom 20. Juli 1944 auf Hitler: Eine Gruppe hoher Wehrmachtsoffiziere verschwor sich zur Beendigung des militärisch verlorenen Krieges und deponierte eine Bombe im Führerhauptquartier. Durch die Explosion wurden vier Personen getötet und alle anderen 20 verletzt. Hitler selbst erlitt jedoch nur leichte Verletzungen. Der Staatsstreich scheiterte. Vier Verschwörer, darunter Stauffenberg, wurden noch in der gleichen Nacht auf Befehl des Mitverschwörers Generaloberst Friedrich Fromm, der eine eigene Verstrickung in den gescheiterten Putschversuch vertuschen wollte, erschossen.
- Attentate auf Mohammad Reza Schah Pahlavi: Auf Mohammad Reza Schah Pahlavi wurden mehrere Attentate verübt. 1949 wurde er während eines Besuches der Universität Teheran angeschossen. Das Attentat von 1965 vor dem Eingang des Marmorpalastes in Teheran überlebte er nur durch das beherzte Eingreifen der Wachmannschaft.
- Attentat auf John F. Kennedy: Der 35. Präsident der Vereinigten Staaten von Amerika wurde in seinem Auto während einer Parade am 22. November 1963 in Dallas erschossen. Kurz nach diesem Attentat wurde Lee Harvey Oswald als Verdächtiger verhaftet; zwei Tage später wurde er in Polizeigewahrsam vor laufender Kamera von Jack Ruby erschossen.
- Attentat auf Martin Luther King: Einer der wichtigsten Vertreter im Kampf gegen die Unterdrückung der Afroamerikaner und für soziale Gerechtigkeit wurde am 4. April 1968 auf dem Balkon des Lorraine Motels in Memphis erschossen.
- Attentat auf Ronald Reagan: Der 40. Präsident der Vereinigten Staaten wurde am 30. März 1981 in Washington, D.C. vor dem Hilton Hotel angeschossen.
- Attentat auf Johannes Paul II.: Der Papst wurde am 13. Mai 1981 während einer Generalaudienz auf dem Petersplatz durch mehrere Schüsse des türkischen Rechtsextremisten Mehmet Ali Ağca lebensgefährlich verletzt.
- Attentat auf Wolfgang Schäuble: Am 12. Oktober 1990 wurde der CDU-Politiker Wolfgang Schäuble bei einer Wahlkampfveranstaltung von einem psychisch kranken Täter angeschossen. Er war seither querschnittgelähmt und auf einen Rollstuhl angewiesen.
- 12. März 2003: Zoran Đinđić, Serbiens Ministerpräsident, wurde in Belgrad von Heckenschützen ermordet.
- 16. August 2005: Frère Roger, Gründer der Communauté de Taizé, wurde durch eine wahrscheinlich psychisch kranke Frau mit Messerstichen verletzt und starb an den Folgen.